# Beatrice (musikgrupp)

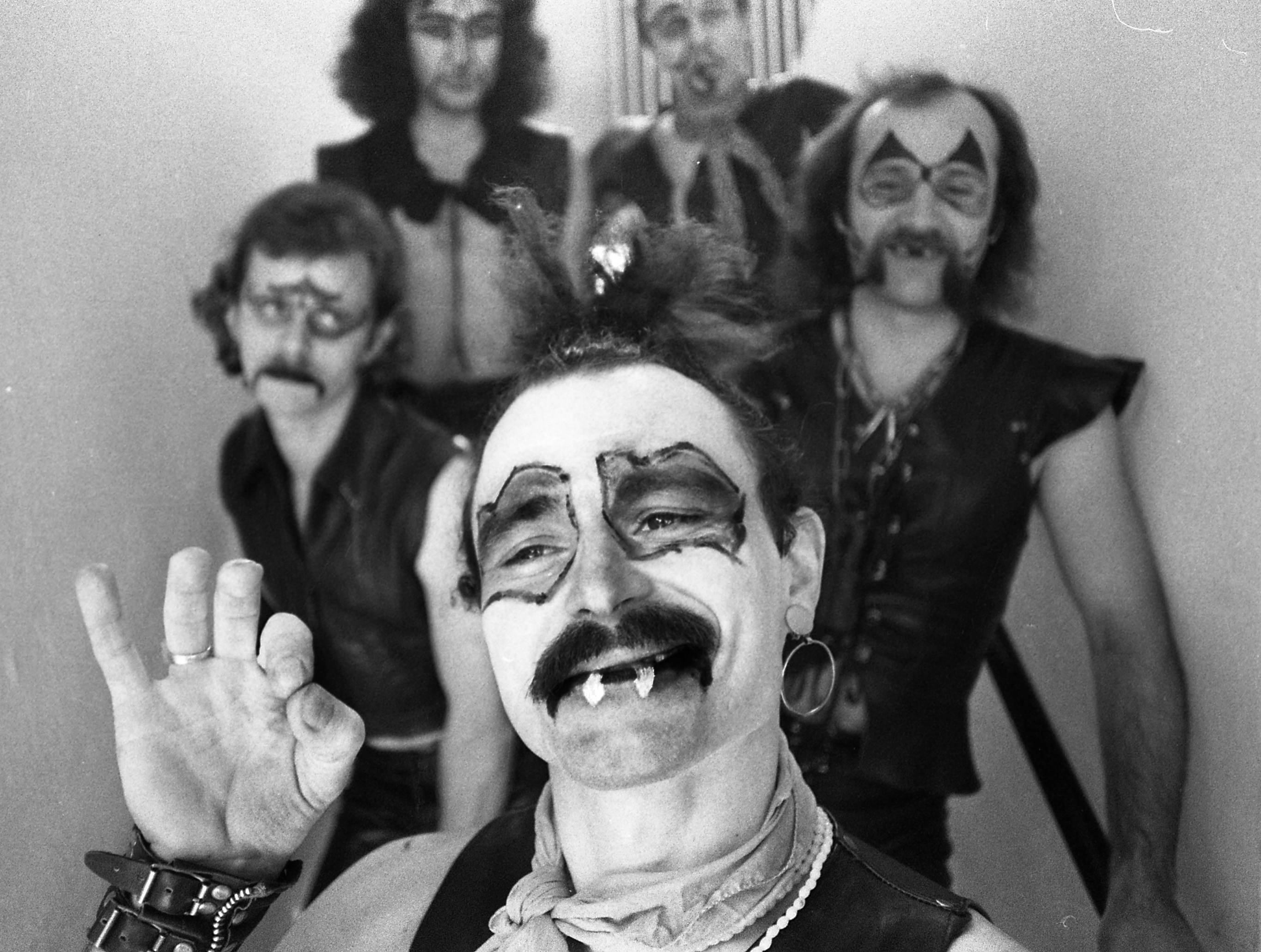
Beatrice 1978. Längst fram Nagy Feró. Bakom honom från vänster Donászy Tibor, Miklóska Lajos, Lugosi László och Gidófalvy Attila.

Beatrice är ett ungerskt rockband.

## Biografi
Gruppen bildades från början år 1969 som ett kvinnoband som gjorde covers på låtar som "House of the Rising Sun" av The Animals. Banduppsättningen förändrades flera gånger fram till mitten av 1970-talet när den nya blev Mónika Csuka (sång och gitarr), Katalin Nagy (keyboard), Kriszta Hamar (basgitarr) samt Mária Csuka (trummor). Under denna gruppuppsättningen släppte de ingen skiva.
År 1976 gick Mónika Csukas man Feró Nagy med i gruppen. Året därefter lämnade Katalin Nagy och Kriszta Hamar gruppen. Feró bjöd in gitarristen Sándor Bencsik och basisten András Temesvári till musikgruppen. Under denna bandmedlemsuppsättningen släppte gruppen främst discolåtar som var mycket populära under den tiden. Deras största låt var "Gyere, kislány, gyere" (Kom tjejen, kom) som populariserade discomusiken och vann en radiolåtstävling samma år. Gruppen splittrades år 1978 och Feró blev ensam kvar.
Feró startade ett helt nytt band år 1979 med samma namn men ingenting återstod från den tidigare uppsättningen. Beatrice spelade nu en blandning av punk- och rockmusik, som det första bandet i Ungern. Musiken var billig och aggressiv. Musiken var även politiskt och kritiserade det socialistiska systemet. Gruppen blev mycket populär, främst för arbetarklassens unga personer. Det var en unik ungersk version av punken eftersom den blandades med traditionell folkmusik. Feró var den absoluta frontmannen och kallade sig själv för "A Nemzet Csótánya".
Originaluppsättningen var Feró Nagy (sångare, frontman och låtskrivare), László Lugossy (gitarr), Lajos Miklóska (basgitarr) och Tibor Donászy (trummor). Med denna uppsättning släppte gruppen flera succéfyllda singlar som "Nagyvárosi farkas" (Storstadsvarg), "Beatrice Blues" och "Jerikó". Gruppen var även, precis som flera andra punkband, en grupp som skulle upplevas live. Deras första album bannlystes av regeringen och släpptes senare år 1993.
Gruppen bar svarta läderjackor med trasiga jeans och en traditionell ungersk rödvit polkaprickig huvudscarf. Regeringen var såklart mycket kritiska och upprörda över Beatrices aktivitet. De spred påhitt som att frontmannen Feró hade ätit en levande fågels huvud (som Ozzy Osbourne) och gjorde andra ritualer på scenen.
År 1980 gjorde gruppen en konsert med band som Omega och LGT som spelades in och släpptes på LP. Samma år lämnade Lugossy bandet och året efter splittrades hela bandet igen. Feró och Józef Vedres grundade ett nytt band som kallades för Bikini.
Efter sex års uppehåll återförenades Beatrice år 1987 med uppsättningen Feró Nagy (sång), László Lugossy (gitarr), Lajos Miklóska (basgitarr), Tamás Zsoldos (gitarr) och Bertalan Hirlemann (trummor). De släppte en succéfylld "Greatest hits"-LP som även innehöll nyinspelat material. År 1990 släppte de sitt första studioalbum "Gyermekkorunk Lexebb Dalai". 
År 1991 ersattes Miklóska och Hirlemann av László Zsenecz (bas) och Zóltan Pálmai (trummor). Zsoldos lämnade även han bandet. Det mest kända albumet "Utálom az egész XX. századot" släpptes under denna tid. Under 38 veckors tid låg albumet med på säljlistorna i Ungern. De gjorde flera stora turneringar och ett nytt album år 1992. Ett flertal förändringar i banduppsättningen gjordes mellan 1992 och 1993. De kallades för Det mest lyckade rockbandet år 1992" av MAHASZ.
Under den senare halvan av 1990-talet förändrades hela gruppuppsättningen förutom Feró. De släppte två album år 1996 samt igen år 1999. De gör fortfarande konserter och turnerar i Ungern, med mest tidigare material. År 2005 i augusti månad spelade gruppen på Sziget Festival.
Den nuvarande banduppsättningen är Feró Nagy (sång), József Vedres (gitarr), László Brúger (gitarr), László Zselencz (basgitarr) samt Bertalam Hirleman (trummor).

## Diskografi
- 1980 – Kisstadion '80
- 1988 – Beatrice '78-'88
- 1990 – Gyermekkorunk Lexebb Dalai
- 1992 – A Beatrice legjobb dalai
- 1992 – Vidám Magyarok
- 1993 – Megkerült hangszalag - betiltott dalok
- 1996 – Ki visz át
- 1998 – 20 éves jubileumi koncert
- 1999 – Vakaroma